# Hallux valgus
Hallux valgus ist der medizinische Fachausdruck für den Schiefstand des Großzehs, bei dem dieser valgisch, also von der Körpermitte in Richtung der kleinen Zehen abweicht.

## Entstehung

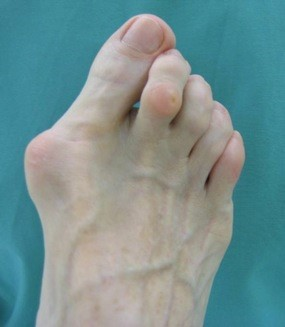
Hallux valgus und Krallenzehe II

Die Valgusstellung im Großzehengrundgelenk (Articulatio metatarsophalangea) ist Ausdruck einer gestörten Biomechanik des Fußes. Ihr liegt eine Varus-Abweichung des ersten Mittelfußknochens zu Grunde, ein Metatarsus primus varus, wodurch das Köpfchen des ersten Mittelfußknochens als Großzehenballen am Fußinnenrand deutlich hervortritt, und es bilden sich häufig schmerzhafte Bursitiden, verursacht durch den Druck des Schuhschafts.
Dagegen ist der Hallux rigidus eine Arthrose des Großzehengrundgelenks. Die Valgusstellung im Endgelenk der Großzehe wird als Hallux valgus interphalangeus bezeichnet. Die Varusfehlstellung im Grundgelenk ist als Hallux varus bekannt.
Beim Hallux valgus verlaufen die Sehnen, vor allem die lange Strecksehne (Musculus extensor hallucis longus), nicht mehr zentral über das Gelenk, sondern weiter lateral und ziehen die Großzehe mit zunehmender Abweichung weiter in die Valgus-Fehlstellung, wozu auch der Zug der zunehmend verkürzten Sehne des Musculus adductor hallucis beiträgt.
Der Hallux valgus ist ein konstitutionelles, genetisch bedingtes Phänomen und mit einem Spreizfuß verbunden. Durch das „Einsinken“ des vorderen Quergewölbes verbreitert sich der Ballenbereich. An den kleinen Sehnen bilden sich bei verkürzten Beugesehnen oft Hammer- und Krallenzehen.

## Schuhe
Interkulturelle Vergleiche deuten darauf hin, dass eine Teilursache des Hallux valgus das jahrelange Tragen von falscher Fußbekleidung ist. Der natürliche und gesunde Normalfuß weist eine leichte Spreizung der Zehen voneinander auf – ein Befund, der heute nur noch bei wenigen Populationen verbreitet ist.
Die überwiegend getragenen Schuhe weisen eine Brandsohlengrundform auf, die nicht dem Umriss der natürlichen Fußsohle entspricht (Meyersche Linie). Dadurch werden die Zehen aus ihrer angestammten Lage gedrängt, was auf Dauer zu einer bleibenden Verformung führt. Im fortgeschrittenen Stadium macht sich das dann zunächst durch die Schiefstellung der Großzehe (Hallux valgus) bemerkbar. Diese Schiefstellung schreitet weiter fort, betrifft nach und nach auch die anderen Randzehen und kann bei der Großzehe zu einer nahezu rechtwinklig nach außen zeigenden, die benachbarten Zehen überkreuzenden Längsachse führen.
Stärkere Ausprägungen des Hallux valgus betreffen in erster Linie Frauen. Das rührt einerseits vom schwächeren Bindegewebe der Frau her, ist aber vor allem durch Damenschuhformen bedingt, die diese Fehlentwicklung stärker begünstigen als die üblichen Herrenschuhe dies bei Männerfüßen verursachen. Drei Faktoren des Schuhwerks sind maßgeblich:
- die Absatzhöhe

Durch einen höheren Absatz (mehr als drei bis vier Zentimeter) tritt ein verstärkter Druck im Vorfußbereich auf. Das begünstigt einerseits die Spreizfußbildung, und andererseits werden dadurch die Zehen in die Schuhspitze gepresst. Eine Metaanalyse fand einen Zusammenhang zwischen dem Tragen von hochhackigen Schuhen und der Häufigkeit von Hallux valgus bei Frauen.
- zu enge Schuhspitzen

Die Schuhspitzen sind häufig zu eng, um den Zehen den notwendigen Freiraum vor allem zur Seite, aber auch nach oben gewähren zu können. Dadurch werden diese in eine Fehlstellung gezwungen, die im Laufe der Zeit zu einer bleibenden Fehlstellung in den Fußgelenken führt. Viele Frauen haben von oben betrachtet dreieckig geformte Vorfüße, die sich exakt in die spitz zulaufenden Schuhvorderkappen einfügen.
- zu kurze Schuhe

Sind die Schuhe zu kurz, werden die Zehen ebenfalls aus ihrer natürlichen Lage gedrängt, was nicht nur den Hallux valgus fördert, sondern auch zu Hammer- und Krallenzehen führt.
Das Deutsche Ärzteblatt veröffentlichte im Februar 2005 die Ergebnisse einer Reihenuntersuchung an deutschen Schülern. Dort wurde eine alarmierende Zunahme von Fußfehlformen und Fußbeschwerden im Jugendalter bemerkt. Man stellte vor allem bei einem größeren Teil der Mädchen im Alter von vierzehn Jahren bereits eine deutliche Schiefstellung der Großzehe fest.

## Konservative Behandlung
Die Umstellung auf flaches Schuhwerk mit genügend Freiraum für die Zehen, insbesondere das Tragen von Zehenstegsandalen, kann nur im Anfangsstadium helfen. Ein fortgeschrittener Hallux valgus ist auf diese Weise nicht zu beseitigen oder zu verringern. Allerdings führt der Wechsel zu derartigem Schuhwerk dazu, dass es nicht zu einer weiteren Schädigung und Verformung kommt. Grundsätzlich empfehlenswert ist Fußgymnastik, die die Zehen beweglich macht und die Haltemuskulatur der Fußgewölbe stärkt, obwohl positive Auswirkungen auf einen Hallux valgus zweifelhaft sind. Barfußlaufen kann die Behandlung unterstützen. Ansonsten können orthopädische Schuhe mit Spreizfußeinlagen oder das Tragen von Schuhen, die keine Druckschmerzen auf dem vorstehenden Großzehenballen verursachen, gegen die Schmerzen beim Gehen helfen. Das Tragen von Schuhen mit hohen Absätzen und schmaler Spitze sollte dagegen vermieden werden.

## Operative Behandlung

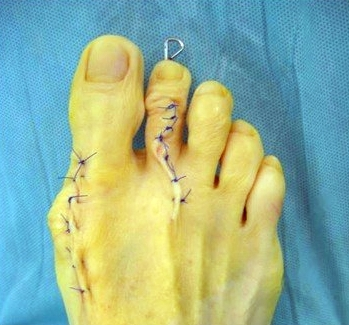
Dieselbe Patientin wie oben nach Austin-Korrektur (I) und PIP-Arthrodese (II)

Eine einmal eingetretene deutliche Fehlstellung der Großzehe lässt sich nur durch eine Operation korrigieren. In Abhängigkeit von der Ausprägung des Hallux valgus und den bestehenden Beschwerden wird das entsprechende Verfahren gewählt. Von etwa 150 dokumentierten Methoden sind ca. zehn im deutschsprachigen Raum gebräuchlich. Besteht zusätzlich zum Hallux valgus auch eine Arthrose im Grundgelenk der Großzehe (Hallux rigidus), muss vorrangig diese behandelt werden. Fast alle Operationsmethoden bestehen aus einer Durchtrennung des ersten Mittelfußknochens (Korrekturosteotomie), aber in verschiedener Schnittführung (z. B. Scarf-Osteotomie). Danach wird der zehenwärts gelegene Anteil des Mittelfußknochens in Richtung des zweiten Mittelfußknochens verschoben (wo er ursprünglich gelegen hat) und die beiden Teile des Mittelfußknochens werden eingestaucht oder mit Drähten oder Schrauben fixiert. Abschließend wird die Großzehe mit kräftigen Nähten wieder geradegestellt.
Nach der Operation kann der Patient mit einem Vorfußentlastungsschuh gehen.